# Horn Lake
La ville  américaine de Horn Lake est située dans le comté de DeSoto, dans l’État du Mississippi. Elle comptait 26 066 habitants lors du recensement de 2010.

## Source
- (en) Cet article est partiellement ou en totalité issu de l’article de Wikipédia en anglais intitulé « Horn Lake, Mississippi » (voir la liste des auteurs).